# 817

## Esdeveniments
Països Catalans
- Fundació del monestir de Santa Maria d'Arles, al Rosselló
- El comtat d'Empúries passa del primer comte, Ermenguer, a Gaucelm

Europa
- Lluís I el Pietós, emperador carolingi, divideix el seu imperi entre els seus fills Lotari I, Pipí I d'Aquitània i Lluís el Germànic
- Pascual l és elegit papa
- Sicó I succeeix Grimoald IV com a príncep de Benevent
- Sínode d'Aquisgrà
- Cadalau de Friül substitueix Aió de Friül com a duc de Friül
- Dieta d'Aquisgrà

Àfrica
- Ziyàdat-Al·lah ibn Ibrahim succeeix Abu-l-Abbàs Abd-Al·lah ibn Ibrahim com a emir dels aglàbides

Orient
- 24 de juliol, proclamació d'Ibrahim ibn al-Mahdi com a califa de Bagdad

## Naixements
- Abu-Dàwud, religiós i estudiós musulmà, a Sijistan
- Baqí ibn Màkhlad, exegeta cordovès

## Necrològiques
- 24 de gener a Roma, Papa Esteve IV
- 12 de març a Samotràcia, Teòfanes el Confessor, aristòcrata, cronista i monjo asceta de l'Imperí Romà d'Orient
- 25 de juny, Abu-l-Abbàs Abd-Al·lah ibn Ibrahim, emir aglàbida d'Ifríqiya
- Li He, poeta xinès
- Grimoald IV, príncep de Benevent, mort assassinat